# Szeretők és riválisok
A Szeretők és riválisok (eredeti cím: Amigas y rivales) 2001-es mexikói telenovella a Televisától. Főszereplői: Michelle Vieth, Angélica Vale, Adamari López, Ludwika Paleta, Arath de la Torre, Eric del Castillo és Joana Benedek. A főcímdalt Kabah adja elő, címe: Amigas y rivales. Magyarországon elsőként a TV2 kereskedelmi csatorna tűzte műsorára 2004. február 20-án, majd a Cool TV és a Sorozat+ is vetítették. 2013. december 23-tól az RTL II képernyőjére is került.

## Történet
|  | Alább a cselekmény részletei következnek! |

A történet középpontjában négy gyönyörű 21 éves lány áll, akik különböző társadalmi réteget képviselnek. Laura a középosztályhoz tartozik. Komoly, érzékeny és szorgalmas, tudásvágytól fűtött fiatal, aki ösztöndíjat kapott, ezért lehetősége van egy magánegyetemen informatikát tanulni. Ott találkozik Jimena-val, a milliomos lányával, akivel lassan igazi barátnőkké válnak. Jimena (Ludwika Paleta) tipikus gazdag lány, könnyelmű és csapodár, aki számára a szex is csupán egy mód a szórakozásra. Jimena legjobb barátnője, Ofelia (Adamari López) Jimena-hoz hasonlóan vagyonos családba született, és kicsapongó, léha életet él. Azonban egy tragédia hatására megváltozik az élete, szembe kell néznie a durva valósággal: az AIDS-cel. A negyedik főszereplő szegényebb osztályból való lány, Nayeli, aki szobalányként dolgozik a De la O villában. Nayeli (Angélica Vale) arról álmodozik, hogy olyan hollywoodi sztár lesz belőle, mint bálványa, Salma Hayek. Ezt az álmot űzve utazik el az Egyesült Államokba, ahol illegálisan tartózkodva, sok keserű élményben lesz része. A főszereplők közé tartozik Roberto Jr. (Arath de la Torre) is, Jimena bátyja, aki ugyanazon az egyetem tanul jogot, mint a húga. Nayeli elmegy az egyetemre, hogy megkérje Roberto-t, segítsen neki kijutni az Egyesült Államokba. Ott találkozik Laurával (Michelle Vieth) és szoros barátság fonódik közöttük, ami nehéz próba elé kerül, amikor mindketten beleszeretnek Roberto-ba. Laura szíve azonban hamarosan megoszlik Roberto és a fiú apja, Don Roberto de la O között. Don Roberto arra kéri a lányt, tanítsa meg neki az új számítógépek használatát. A férfi erős, határozott egyénisége mély benyomást tesz a lányra, aki öntudatlanul is összehasonlítja őt gyenge és gerinctelen apjával. Roxana, Don Roberto második felesége (Joana Benedek) különleges szépségű nő, aki gátlástalan, gonosz lelkét a tökéletes feleség álarca mögé rejti. Roxana lángoló szenvedéllyel szereti férje jóképű fiát, és hajlandó minden eszközt felhasználni azért, hogy a szeretőjévé tegye a fiút...
|  | Itt a vége a cselekmény részletezésének! |

## Szereplők
| Szereplő                 | Színész             | Magyar hang               |
| ------------------------ | ------------------- | ------------------------- |
| Jimena de la O           | Ludwika Paleta      | Roatis Andrea             |
| Laura González           | Michelle Vieth      | Mezei Kitty               |
| Wendy Nayeli Pérez       | Angélica Vale       | Makay Andrea              |
| Ofelia Villada           | Adamari López       | Madarász Éva              |
| Roberto de la O          | Arath de la Torre   | Breyer Zoltán             |
| Don Roberto de la O      | Eric del Castillo   | Kránitz Lajos             |
| Roxana Brito de de la O  | Joana Benedek       | Juhász Judit / Orosz Anna |
| Carolina Vallejo         | Joana Benedek       | Juhász Judit / Orosz Anna |
| Manuel de la Colina      | Rafael Inclán       | Szersén Gyula             |
| Moncho                   | Rafael Inclán       | Szersén Gyula             |
| Carlos Torreblanca       | René Strickler      | Haás Vander Péter         |
| José "Pepe" Alcántara    | Eduardo Santamarina | Bognár Tamás              |
| Johnny Trinidad          | Johnny Lozada       | Czvetkó Sándor            |
| Ernesto                  | Ernesto Laguardia   | Láng Balázs               |
| Ulises "Szörnyi" Veizaga | Gabriel Soto        | Szűcs Sándor              |
| Armando                  | Rodrigo Vidal       | Seszták Szabolcs          |
| Paula Morell             | Nailea Norvind      | Böhm Anita                |
| Magdalena Morell         | Rosangela Balbó     | Koffler Gizi              |
| Ángela Riveira           | Susana González     | Náray Erika               |
| Georgina Sánchez         | Mayrín Villanueva   | Major Melinda             |
| Sebastian Morales        | Alejandro Ávila     | Galbenisz Tomasz          |
| Carlota                  | Chela Castro        | Menszátor Magdolna        |
| Pedro González           | Eugenio Cobo        | Papp János                |
| Alma González            | Alicia Fahr         | Andresz Kati              |
| Andrea González          | Marisol Mijares     | Törtei Tünde              |
| Alejandra                | Maki Soler          | Simonyi Piroska           |
| Joaquín Dorantes         | Ricardo Silva       | Németh Gábor              |
| Jonathan Pérez           | Ángel Claude        | Czető Roland              |
| Gema Pérez               | Karen Sandoval      | Bogdányi Titanilla        |
| Brian Pérez              | Fabián Fuentes      | N/A                       |
| Tamara de la Colina      | Manuela Imaz        | Kiss Virág                |
| Germán de la Colina      | Salim Rubiales      | Bartucz Attila            |
| Itzel de la Colina       | Lorena Velázquez    | Andai Györgyi             |
| Sonia Torreblanca        | Felicia Mercado     | Antal Olga                |
| Frank                    | Luis Roberto Guzmán | Lippai László             |
| Mónica                   | Claudia Troyo       | Csondor Kata              |
| Tomás Vallejo atya       | Arsenio Campos      | Rosta Sándor              |
| Emiliano atya            | Rodrigo Ruíz        | Kapácsy Miklós            |

## Érdekességek
- Michelle Vieth, Angélica Vale és Arath de la Torre korábban együtt játszottak a Soñadoras – Szerelmes álmodozók sorozatban. Ugyancsak feltűnik a sorozatban a bűnöző Cubano-t játszó Rudy Casanova is, aki itt egy edzőt alakít.
- A sorozat nagyon hasonlít a Soñadoras – Szerelmes álmodozók sorozatra.
- Ernesto Laguardia színész a sorozatban önmagát alakítja.
- Eduardo Santamarina és Mayrín Villanueva színészek a való életben házaspárt alkotnak 2009 óta.
- Chela Castro, aki Carlota dadust alakította a sorozatban, 2014. április 15-én elhunyt 85 éves korában.

## Remake
- A 2007-2008 között készült braziliai Amigas e rivais az SBT-től, Henrique Martins rendezésében. Főszereplői: Cacau Melo, Karla Tenório, Lisandra Parede és Taís Pacholek. A Roxanának megfelelő főgonosz karaktert Talita Castro alakítja. Ennek a telenovellának érdekessége, hogy kisebb eltérésekkel, de a főbb szereplők nevei megegyeznek. A De la O család nevét itt Delaor-ra változtatták a főgonosz Roxana karakterének neve Rosana lett.

## DVD kiadás
A sorozat 2008. december 16-án DVD-n is megjelent, rövidített verzióban. Jellemzők:
- Formátum: színes, teljes képernyő, feliratos, NTSC
- Nyelv: spanyol
- Felirat: angol
- Régiókód: 1
- Képméretarány: 1.33:1
- Lemezek száma: 1
- Kiadás dátuma: 2008. december 16.
- Játékidő: 853 perc
- Extrák:
  - Interaktív menük
  - Fejezetek
- Forgalmazó: Xenon Pictures

## Zenei CD
- Tartalma:

1. Kabah: Amigas y Rivales
2. Jackson, Amaury, López: Entre Amigas
3. Angélica Vale: Vuelvo a Intentar
4. Alex Sirvent: No Sabes Cuanto
5. Alex Sirvent: Amigales y Rivales
6. Johnny Lozada: Que Paso
7. Angélica Vale: Vuelvo a Intentar
8. Sirvent Barton: Ellas
9. Angélica Vale: Amigas y Rivales
10. Gabriel Soto: Al Ataque Feo

## TVyNovelas-díj2002
- Legjobb főmellékszereplő: Eric del Castillo
- Legjobb férfi felfedezett: Gabriel Soto

## Kabah együttes
- Aktív évek: 1992-2005
- Zenei stílus: Latin pop, Dance
- Székhely: Mexikóváros
- Tagok:
  - André Quijano (Apio)
  - Daniela Magun (Dana)
  - María José Loyola (Josa)
  - Federica Quijano (Fede)
  - René Ortiz (Rana)
  - Sergio Ortiz